# Andringitra nationalpark
Andringitra nationalpark är en nationalpark i Madagaskar. Den ligger i den södra delen av landet, 400 km söder om huvudstaden Antananarivo. Andringitra National Park ligger 1 415 meter över havet.
Nationalparken som inrättades 1999 kännetecknas av berg med branta sluttningar, av djupa dalgångar och av vattendrag med flera vattenfall. I lägre områden upp till 800 meter över havet växer främst Canarium madagascariense och Sloanea rhodantha. Det dominerande barrträdet i den nästa zonen upp till 1200 meter över havet är Podocarpus madagascariensis. I skogen direkt under trädgränsen förekommer hårdbladsväxter som blir 5 till 10 meter höga. Här hittas även större ansamlingar av bambu. De högsta bergstopparna kännetecknas av lav och bergsklippor.
I Andringitra nationalpark registrerades 78 groddjursarter, 50 kräldjursarter, 108 fågelarter och 54 däggdjursarter.